# Тибо, Альфонс
Альфонс Тибо (фр. Alphonse Thibaud; 16 мая 1861, Париж — 21 мая 1937, Буэнос-Айрес) — французско-аргентинский пианист и музыкальный педагог. Брат Жака Тибо.
Учился у своего отца, Жоржа Тибо, в 11 лет дебютировал с оркестром в Бордо, где работал Тибо-старший. Окончил Парижскую консерваторию (1876) по классу Антуана Мармонтеля. Концертировал в Париже, Анжере, Нанте, Марселе, гастролировал в Англии, Испании, Швеции и Норвегии.
С 1886 г. жил и работал в Аргентине. В 1904 г. вместе с Эдмундо Пьяццини основал в Буэнос-Айресе консерваторию Тибо-Пьяццини, одно из ведущих музыкальных учебных заведений в стране. Среди учеников Тибо, в частности, Карлос Лопес Бучардо.
Написал сюиту для оркестра, сонату для скрипки и фортепиано, струнный квартет ми мажор, Ave Maria для солистов, хора и оркестра.